# Rhinosimus palpalis
Rhinosimus palpalis is een keversoort uit de familie platsnuitkevers (Salpingidae). De wetenschappelijke naam van de soort werd in 1877 gepubliceerd door Flaminio Baudi di Selve.